# Sarah Springman
Sarah Marcella Springman (Londres, 26 de diciembre de 1956) es una ingeniera, catedrática y triatleta británica.
Ganó cuatro medallas en el Campeonato Europeo de Triatlón entre los años 1986 y 1989. Además, obtuvo cuatro medallas en el Campeonato Europeo de Triatlón de Larga Distancia entre los años 1985 y 1989, y dos medallas de plata en el Campeonato Europeo de Triatlón de Media Distancia, en los años 1985 y 1987.
Estudió Mecánica de Suelos en la Universidad de Cambridge y trabajó en diversos proyectos de ingeniería geotécnica en el Reino Unido, Fiyi y Australia. Desde el año 1997 trabaja como profesora en el Instituto de Ingeniería Geotécnica de la Escuela Politécnica Federal de Zúrich (EHT Zürich), y en 2015 fue nombrada rectora del mismo.

## Palmarés internacional
| Campeonato Europeo | Campeonato Europeo          | Campeonato Europeo | Campeonato Europeo |
| Año                | Lugar                       | Medalla            | Prueba             |
| ------------------ | --------------------------- | ------------------ | ------------------ |
| 1986               | Milton Keynes (Reino Unido) | Medalla de plata   | Individual         |
| 1987               | Marsella (Francia)          | Medalla de plata   | Individual         |
| 1988               | Venecia (Italia)            | Medalla de oro     | Individual         |
| 1989               | Cascaes (Portugal)          | Medalla de bronce  | Individual         |

| Campeonato Europeo | Campeonato Europeo   | Campeonato Europeo | Campeonato Europeo |
| Año                | Lugar                | Medalla            | Prueba             |
| ------------------ | -------------------- | ------------------ | ------------------ |
| 1985               | Aabenraa (Dinamarca) | Medalla de plata   | Individual         |
| 1987               | Roth (RFA)           | Medalla de plata   | Individual         |

| Campeonato Europeo | Campeonato Europeo    | Campeonato Europeo | Campeonato Europeo |
| Año                | Lugar                 | Medalla            | Prueba             |
| ------------------ | --------------------- | ------------------ | ------------------ |
| 1985               | Almere (Países Bajos) | Medalla de plata   | Individual         |
| 1986               | Säter (Suecia)        | Medalla de oro     | Individual         |
| 1987               | Joroinen (Finlandia)  | Medalla de plata   | Individual         |
| 1989               | Rødekro (Dinamarca)   | Medalla de bronce  | Individual         |